# Charles Turner
Pour les articles homonymes, voir Charles Turner (homonymie) et Turner.
Charles Turner (1774-1857) est un graveur en manière noire britannique, spécialisé dans les portraits. Il a collaboré avec Joseph Mallord William Turner sur la série d'estampes du Liber Studiorum.

## Biographie
Charles Turner naît le 31 août 1774 à Woodstock (Angleterre). Son père, Charles Turner, est inspecteur des impôts et sa mère, Jane, faisait partie de la cour rémunérée de la duchesse de Marlborough au Blenheim Palace. À la suite de la mort de son père, sa mère se remet au service de la duchesse ; ce faisant, Charles a accès à la galerie du palais. Il déménage à Londres vers 1789, où il travaille pour John Boydell, un important éditeur d'estampes, puis s'inscrit à l'école de la Royal Academy en 1795,.
Il exécute sa première gravure en manière noire en 1797, en travaillant à partir d'un portrait de John Kirby peint par son ami John James Masquerier (en). Il réalise en suivant une gravure en pointillé d'après un portrait de Joshua Reynolds, et suivant le même style que Francesco Bartolozzi, ce qui lui vaut d'être employé par Alderman Boydell,. Le biographe de Turner, Alfred Whitman, rejette le fait qu'il ait été l'apprenti de George Jones (en) — qui était en fait plus jeune que Charles Turner — mais il suggère qu'ils ont tous les deux été influencés par le père de George Jones, John Jones, un graveur en manière noire et pointillé notable, sans toutefois mentionner d'apprentissage auprès de ce dernier. En 1798, il est employé par l'éditeur Edward Orme (en) pour réaliser des plaques pour ses transparencies, un nouveau type d'estampe colorée et vernie conçue pour être illuminée par le verso.
En 1801, il publie une estampe de Napoléon qui a un grand succès. Elle s'inspirerait d'un portrait peint par Masquerier lors d'une visite à Paris et faisait partie d'une exposition d'une peinture gigantesque de ce dernier, Bonaparte Reviewing the Consular Guards. La copie du catalogue d'exposition annotée par Turner indique pourtant qu'il y avait un élément de tromperie dans cette œuvre, Masquerier n'ayant en fait jamais vu Napoléon. Turner a en plus exécuté une partie de la peinture.
|                                                                      |  |                                                           |
| Shipwreck of the Minotaur, peinture de Joseph Mallord William Turner |  | A Shipwreck, manière noire et aquarelle de Charles Turner |

Lorsqu'il est étudiant à la Royal Academy, Charles Turner devient ami avec Joseph Mallord William Turner et produit en 1806 une manière noire, A Shipwreck, d'après Shipwreck of the Minotaur du fameux peintre. Cette plaque ambitieuse — 59 × 85,1 cm — est la première estampe originale réalisée d'après une peinture du peintre. Cette même année, ils travaillent ensemble sur le Liber Studiorum : J. M. W. Turner fait le dessin à l'eau-forte et Charles Turner achève la gravure à la manière noire. Ce dernier collabore sur vingt-quatre estampes de l'ouvrage. Après la publication de la première partie, Charles prend aussi en charge l'édition. Les deux hommes travaillent de façon très rapprochée, J. M. W. apportant de nouvelles idées au fur et à mesure des épreuves imprimées, et le travail progressant positivement. Charles Turner continue à travailler sur ce projet jusqu'en 1809, quand survient une querelle entre les deux artistes à propos de la rétribution financière, qui met fin à leur collaboration. Selon Charles Turner, ils ne se sont plus parlé pendant dix-neuf ans. Il grave cependant une autre plaque d'après Le Vésuve en éruption de son ancien ami en 1815, puis cinq autres pour The Rivers of England (« les Rivières d'Angleterre », ouvrage publié en 1823–1827) du même, à partir de 1823. La relation s'améliore alors nettement, et Charles est l'un des exécuteurs testamentaires de J. M. W..

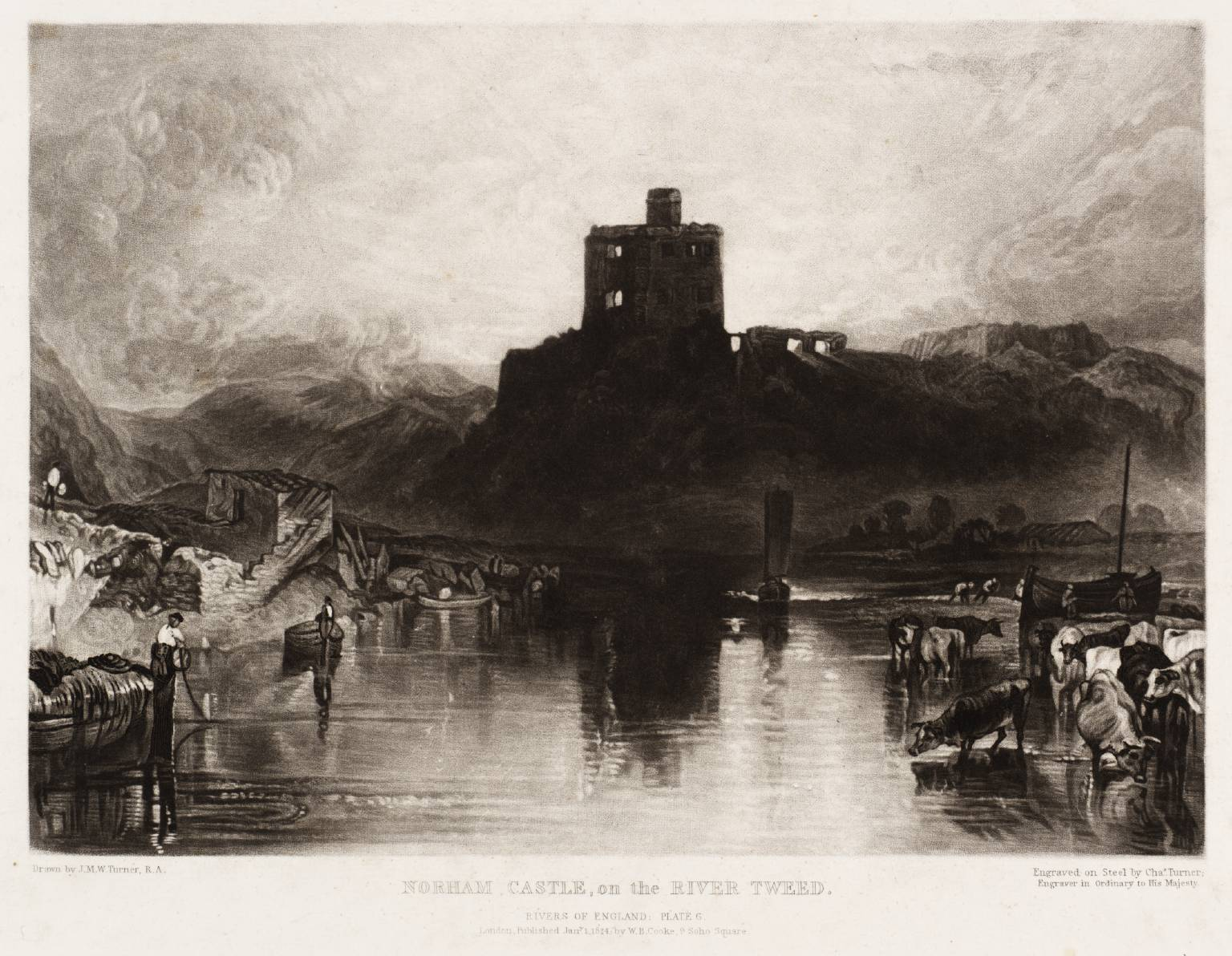
Norham Castle on the River Tweed, manière noire (1824) de la série The Rivers of England.

Il est fait Mezzotinto Engraver in Ordinary to his Majesty (« Graveur en manière noire ordinaire de Sa Majesté ») en 1812 et est élu membre associé de la Royal Academy en 1828,. Alors qu'il n'a exposé que des peintures et des dessins à l'Academy jusque-là, c'est à partir de cette même année qu'il commence à exposer ses estampes. À partir de 1836, sa production ralentit et il cesse d'exposer des manières noires à partir de 1844.
Charles Turner meurt chez lui, à Warren Street, Londres, le 1er août 1857, et est enterré au cimetière de Highgate.

## Œuvre

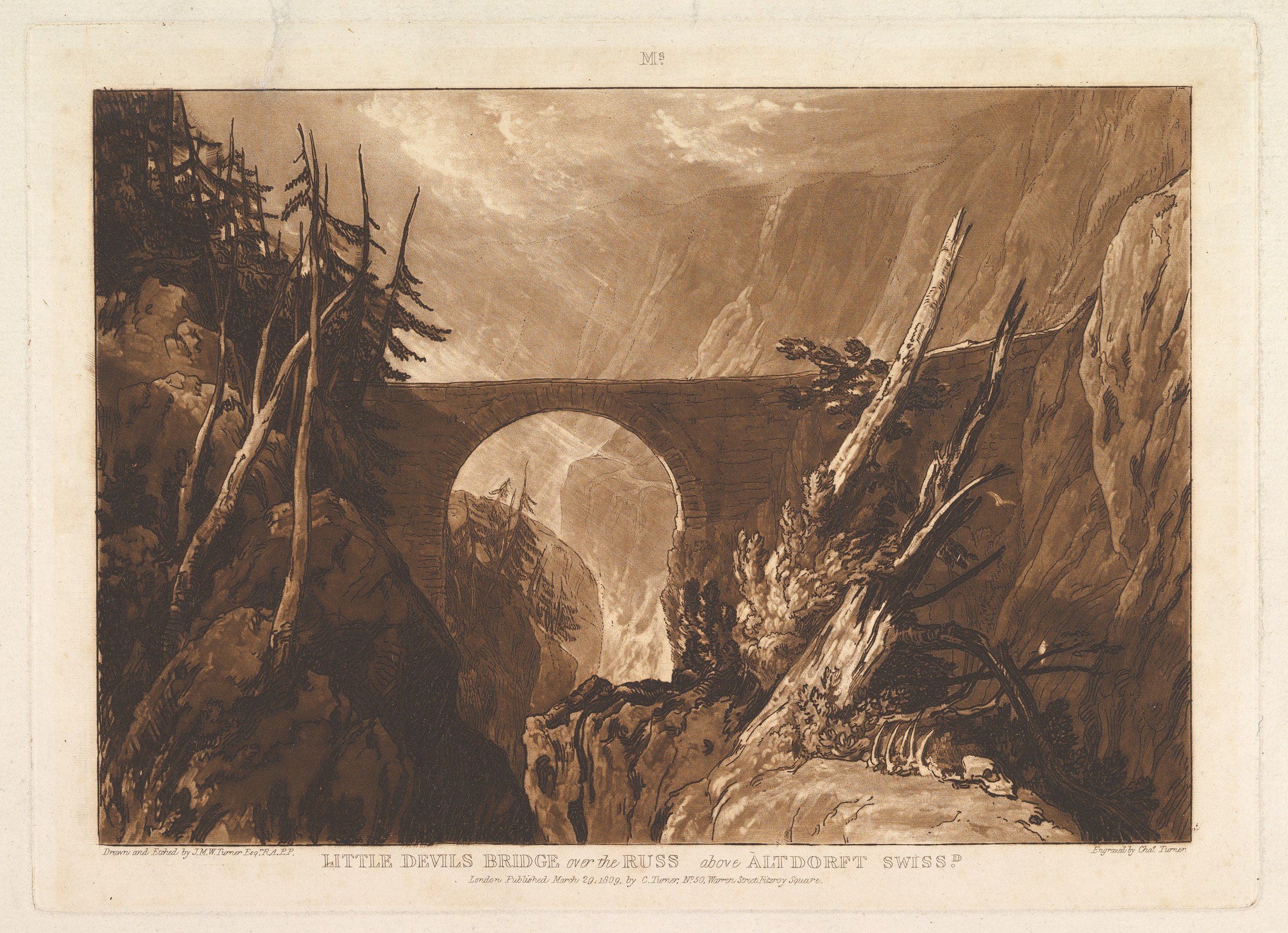
Little Devils Bridge over the Russ above Altdorft Swiss.d, tirée du Liber Studiorum, partie IV. Cet exemplaire, gravé par Charles Turner, est conservé au Metropolitan Museum of Art.

Charles Turner est un spécialiste de la manière noire et un dessinateur.
Sa série la plus notable est celle réalisée avec Joseph Mallord William Turner pendant plusieurs années sur Liber Studiorum.
Dans cette technique, Charles Turner réalise par ailleurs plusieurs estampes de reproduction de célèbres œuvres telles que la Famille Marlborough de Joshua Reynold, les meilleurs portraits de Henry Raeburn, dont celui de Sir Walter Scott,, plusieurs portraits d'après Thomas Lawrence dont George IV, Napoleon on board the Bellerophon, d'après Eastlake, Lord Nelson d'après Hoppner, Henry Grattan d'après Ramsay, Edmund Kean as Richard III d'après John James Halls (en), ainsi que plusieurs copies des premières estampes de Woodburn[Qui ?].
Ses gravures originales incluent Surrender of the Children of Tippoo Sultaun d'après Stothard, Age of Innocence d'après Reynolds, The Beggars d'après William Owen, Water Mill d'après Callcott, A Famous Newfoundland Dog d'après Henry Bernard Chalon et une « admirable » version du Shipwreck de J. M. W. Turner.
Bien que son art de prédilection soit la manière noire, Charles Turner travaille use aussi du pointillé, de l'aquatinte et de l'eau-forte. Les manières noires sont elles-mêmes réalisées par-dessus un travail préalable à l'eau-forte. On connaît de lui huit aquatintes : une vue du champ de Waterloo d'après George Jones, une vue d'un intérieur de Westminster Abbey pendant le couronnement de George IV d'après Frederick Nash, ainsi que des sujets de sport.
Son œuvre gravé couvre plusieurs genres, mais son genre de prédilection est le portrait : Whitman identifie 637 portraits sur un total de 921 estampes. Il est très prolifique : son habileté à produire rapidement pour exploiter avec succès le marché le rend populaire auprès du public.
Turner est un « bon dessinateur original » ; « c'était un grand artiste, traduisant admirablement son dessin original et excellant dans chaque style qu'il a utilisé ». Il a notamment gravé d'après ses propres dessins des portraits de J. M. W. Turner, Michael Faraday, William Kitchiner, Joseph Constantine Carpue (en) et John Jackson. Quand J. M. W. Turner prépare son projet du Liber Studiorum, il confie l'élaboration des dessins originaux à Charles Turner, dont les vingt premières estampes sont réalisées et publiées entre 1807 et 1809.

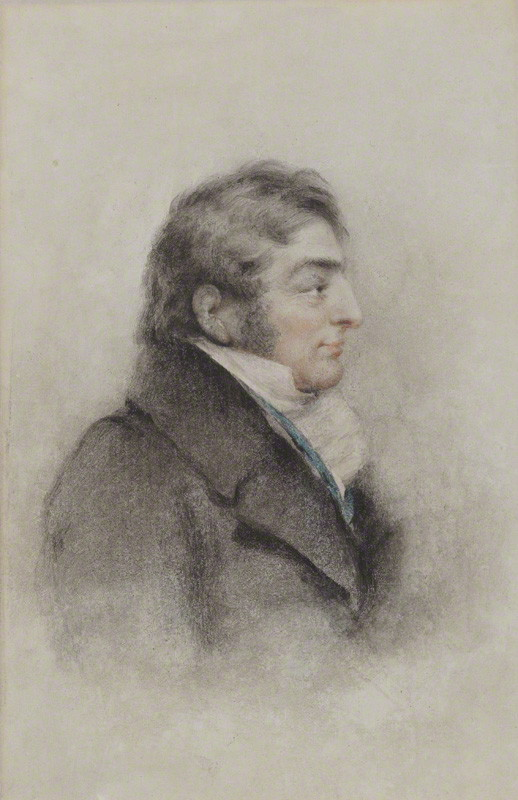
Portrait à la craie de J. M. W. Turner (1842)
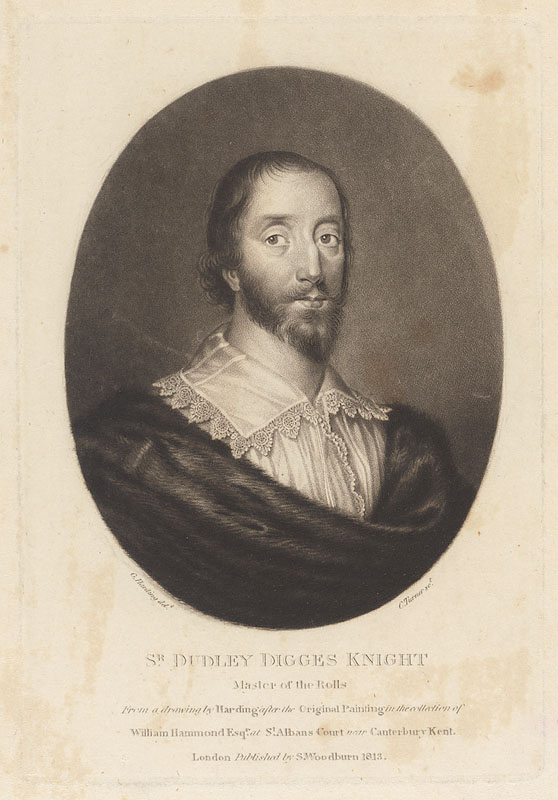
Portrait de Dudley Digges
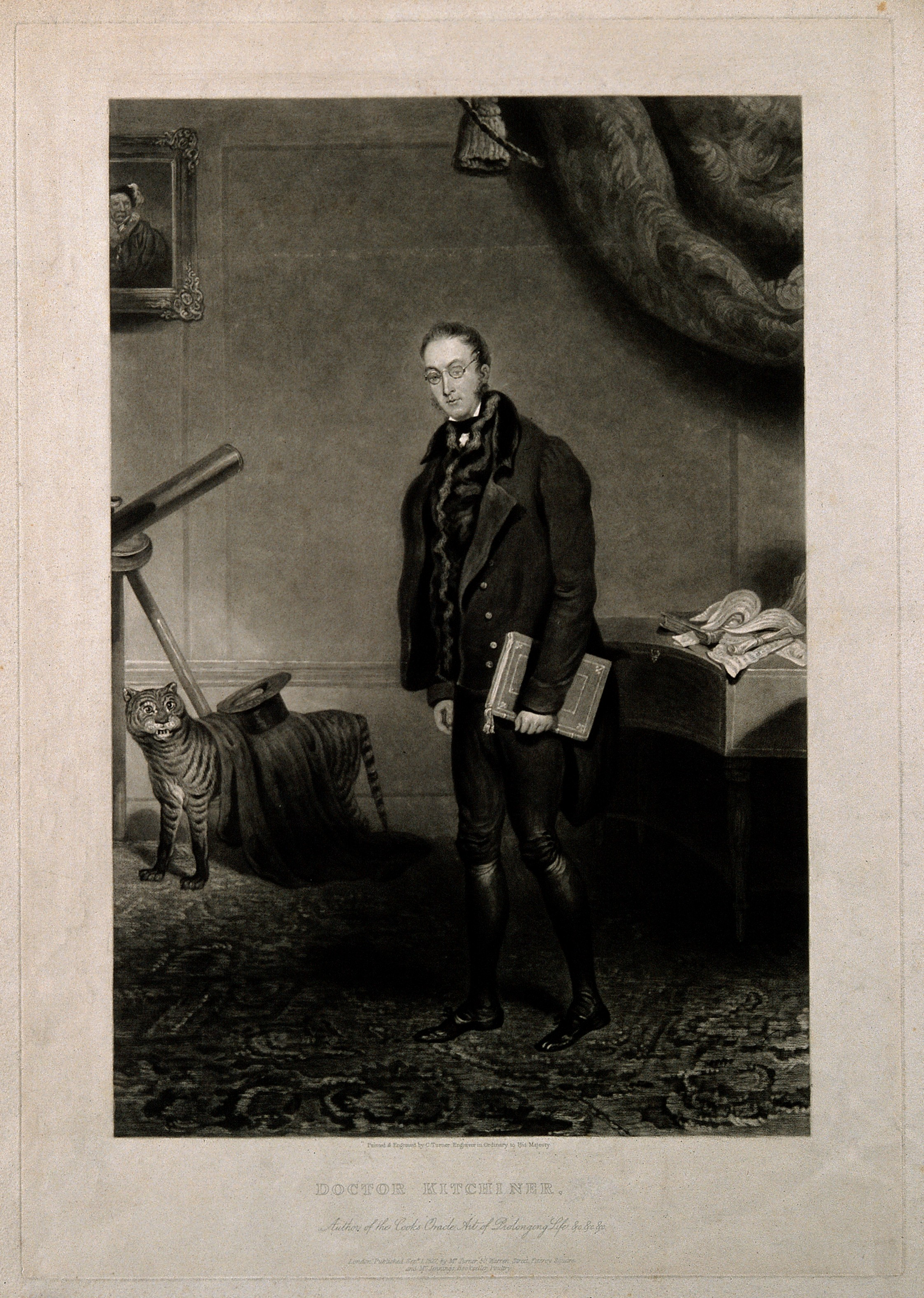
Portrait de William Kitchiner, manière noire (1827)
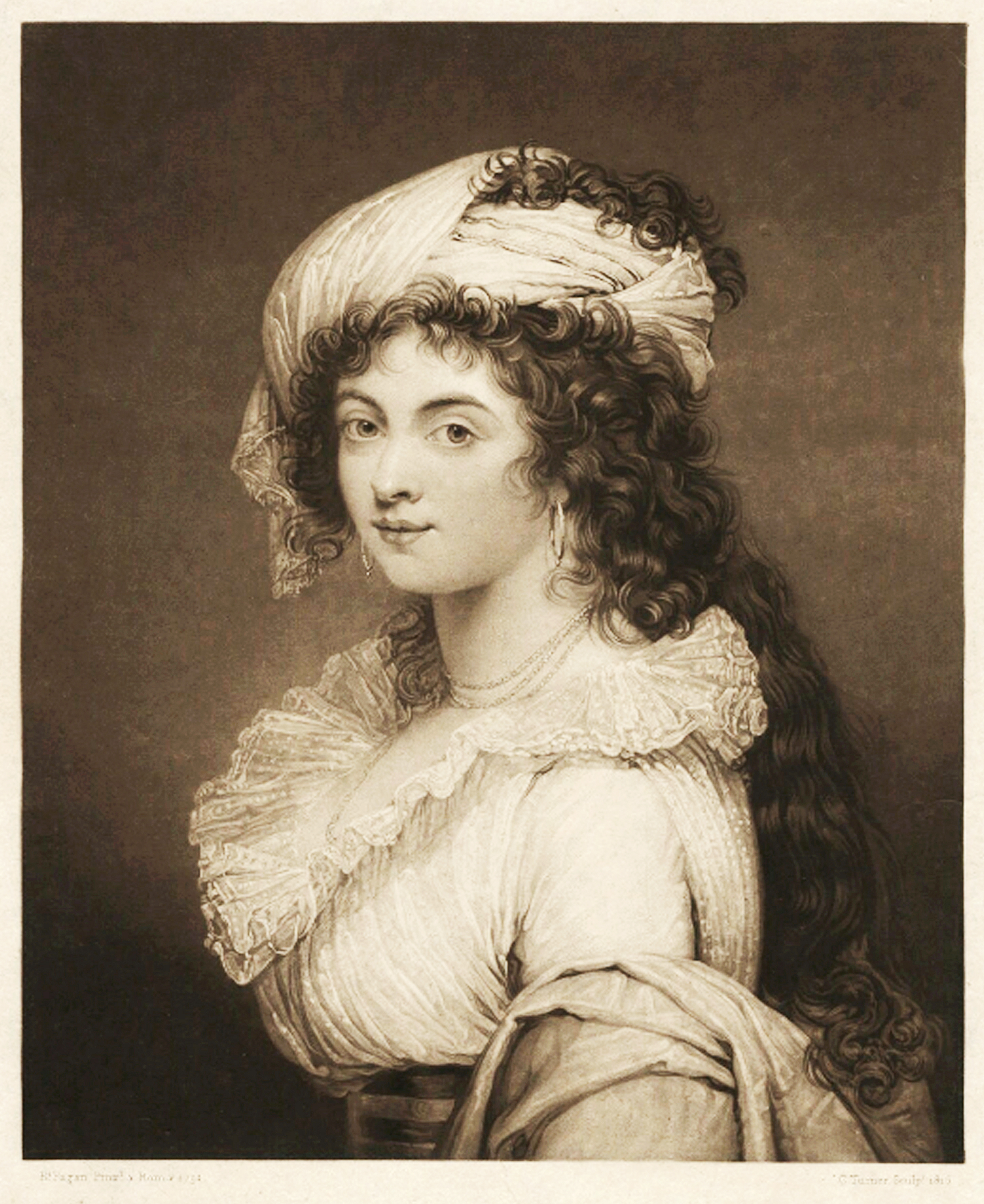
Sarah Capell-Coningsby, comtesse d'Essex, manière noire (1816)
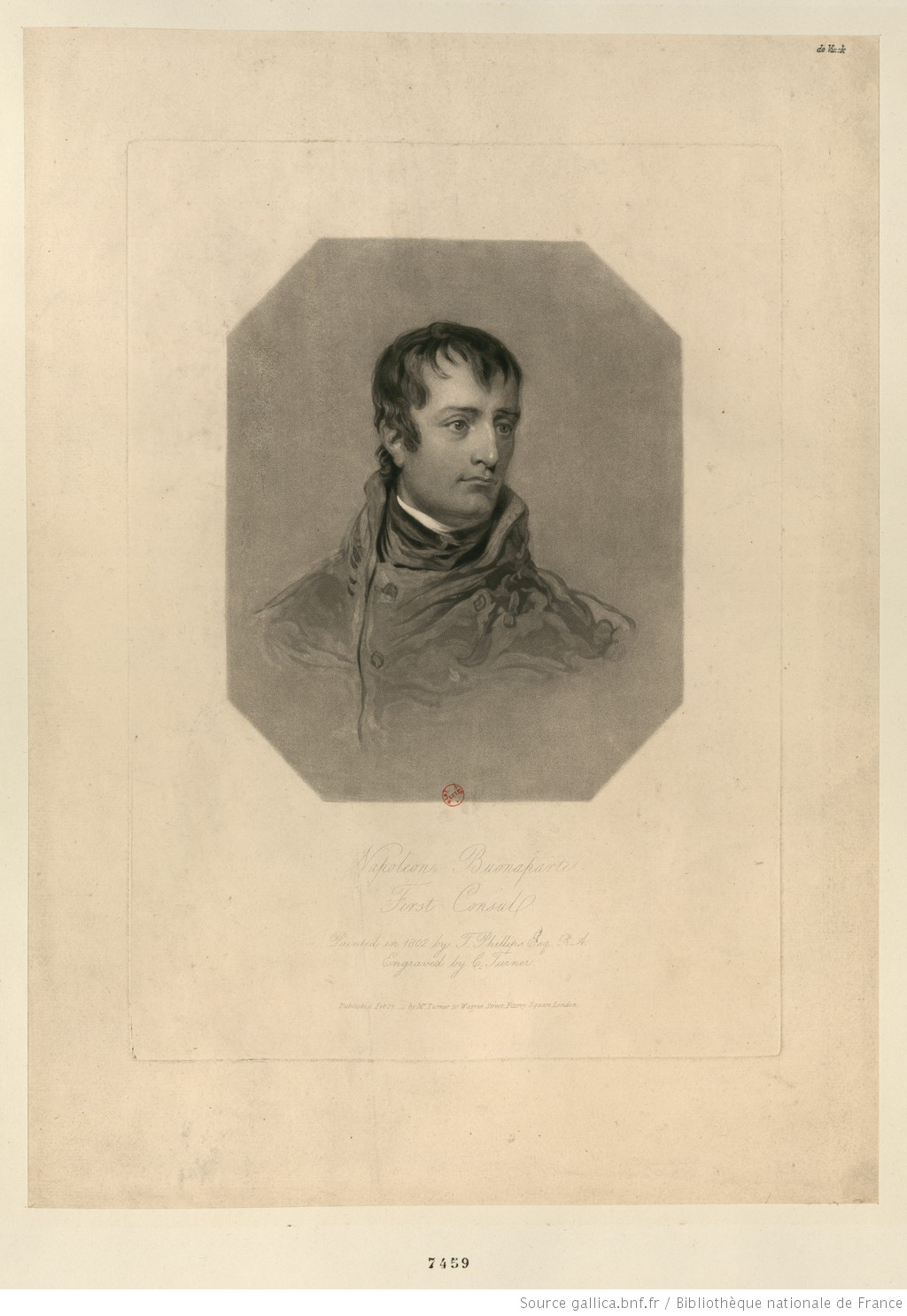
Portrait de Napoléon Bonaparte, manière noire (1802)